# Kulturkampf

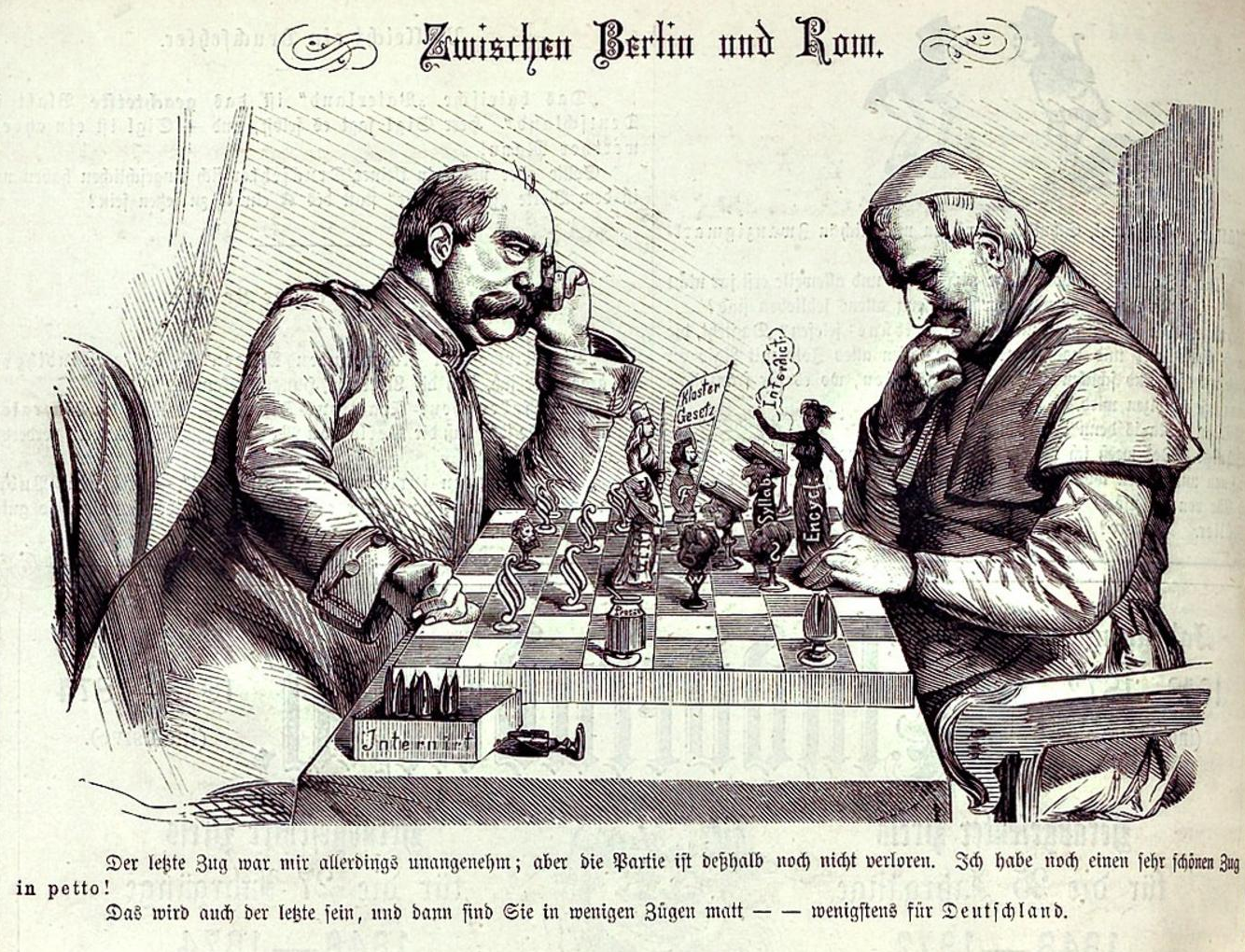
Ilustración «Entre Berlín y Roma» (Bismarck a la izquierda y el Papa a la derecha) en la revista satírica Kladderadatsch (1875): el Papa: «Es cierto que el último movimiento fue desagradable para mí, pero el juego todavía no está perdido porque tengo una muy bonita jugada secreta». Bismarck: «Este también será el último, y entonces usted estará en jaque en un par de movimientos —por lo menos en Alemania—».

Kulturkampf, o Combate cultural (del idioma alemán Kultur 'cultura' y Kampf 'lucha'), fue el nombre dado por Rudolf Virchow a un conflicto que opuso al canciller del Imperio alemán, Otto von Bismarck, a la Iglesia católica y al Zentrum, partido de los católicos alemanes, entre 1871 y 1878. Fue esencialmente un conflicto legislativo del gobierno en el plano confesional contra el catolicismo político desde el parlamento, con el apoyo de partidos tradicionalmente liberales y anticlericales.
El término Kulturkampf aparece en varias lenguas tales como la francesa, española o italiana, pero sin variaciones lexicográficas. Su primera aparición data del 1840 en una reseña anónima de la publicación del liberal alemán Ludwig Snell en «La importancia de la lucha de los liberales católicos de Suiza con la Curia Romana».
Ideológicamente las acciones gubernamentales tenían una base pangermanista y anticatólica que llevaron a una fuerte tensión a nivel jurídico-legislativo entre el secularismo y la libertad religiosa.

## Escenario
El Zentrum era contrario a la unificación alemana bajo hegemonía prusiana y al centralismo bismarckiano, y era partidario de Austria, del federalismo, de los particularismos de los Estados católicos (Baviera) y de las reivindicaciones de las minorías nacionales (alsacianos, polacos, etc.).[cita requerida]
Para Bismarck, prusiano y más cercano a la religión protestante, el catolicismo era un elemento de oposición que podía amenazar la unidad y constitución del nuevo Imperio alemán (Segundo Reich, que se inició el 18 de enero de 1871), tanto más por cuanto que la proclamación del dogma de la infalibilidad papal molestó a los protestantes, comprometía la obediencia al Estado de numerosos católicos ultramontanos, e incluso provocó la escisión de algunos sectores católicos (los veterocatólicos).
Existe también un «lado polaco de la cuestión» que, en opinión de Bismarck, fue determinante en su decisión. En efecto, los pangermanistas hablan con indignación de los Daicz katolicki, esos alemanes establecidos en la Polonia prusiana y que habrían sido «polaquizados» por el clero católico. Hacia finales de siglo, Tannenberg, que representaba al pangermanismo populista, mencionaba a jóvenes polacas que llegaban a Alemania para trabajar y tenían un novio alemán, siendo los hijos educados «a la polaca»: «¡El abuelo se llamaba Schroeter, el nieto se llama Szreda y es un agitador polaco de primera!».

## Medidas
El canciller deseaba establecer nuevas relaciones entre el Estado y la Iglesia católica, defendida en el Reichstag por el partido Zentrum. Se lanza contra ella en una lucha legislativa en Prusia y en el Imperio alemán entre 1871 y 1878. Fue suprimido el departamento católico en el Ministerio de Cultura de Prusia y se dio protección oficial a los veterocatólicos, que rechazaban la infalibilidad pontificia.
Así, el llamado «Párrafo del púlpito» (Kanzelparagraph, 10 de diciembre de 1871) preveía penas de cárcel para los predicadores que criticaran al Estado. La Ley del 11 de marzo de 1871 sobre la inspección escolar establecía un control de las escuelas por parte del Estado. El 4 de julio de 1872 los jesuitas fueron expulsados. Las «Leyes de mayo» de 1873 controlaban la formación y el nombramiento del clero. Por último, el matrimonio civil pasó a ser obligatorio en Prusia en 1874 y el 6 de febrero de 1875 en el Imperio alemán. El mismo año se suprimieron las subvenciones a la Iglesia.
Ante la negativa a aceptar esta nueva legislación, numerosos sacerdotes fueron encarcelados y miembros del alto clero fueron depuestos o expulsados. Se disolvieron muchas de las órdenes religiosas y se rompieron las relaciones con Roma; la mayoría de los obispados de Prusia quedaron vacantes. Donde más impacto tuvo el Kulturkampf fue en las regiones de mayoría polaca (mayoritariamente católicos, carecían de nación soberana, ya que Polonia se encontraba repartida entre Prusia, Austria y Rusia), especialmente en la provincia de Posen.
A partir de 1878, Bismarck empezó a modificar su política: suprimió, suavizó o dejó en suspenso algunas de las leyes. Esto se debió a que el Zentrum se convirtió en un aliado necesario contra el Partido Socialdemócrata de Alemania, puesto que había ganado en las elecciones al Reichstag en 1874 con un 12% más de votos. Y también se debió a la muerte en 1878 de Pío IX y la elección de León XIII, con quien finalmente inició un proceso de reconciliación.
A partir de entonces Bismarck justificó algunas de sus medidas, ante los numerosos representantes católicos del parlamento alemán, aludiendo a la necesidad de germanización de los polacos en el interior de las fronteras alemanas. En 1886 se reactivaría un proceso similar, aunque con características más pangermanistas que anticatólicas, pero no tuvo mayor éxito.

## En Suiza
De manera simultánea, se produjo un movimiento similar en Suiza, que dio por resultado la modificación de la Constitución de 1874 y la adopción de artículos de excepción que expulsaban a los jesuitas, y hacían inelegibles a curas y monjes, limitando el número de obispados y la creación de nuevos conventos.